# Pillsbury (Dakota Północna)
Pillsbury – miasto w Stanach Zjednoczonych, w stanie Dakota Północna, w hrabstwie Barnes.